# Svatá Monika

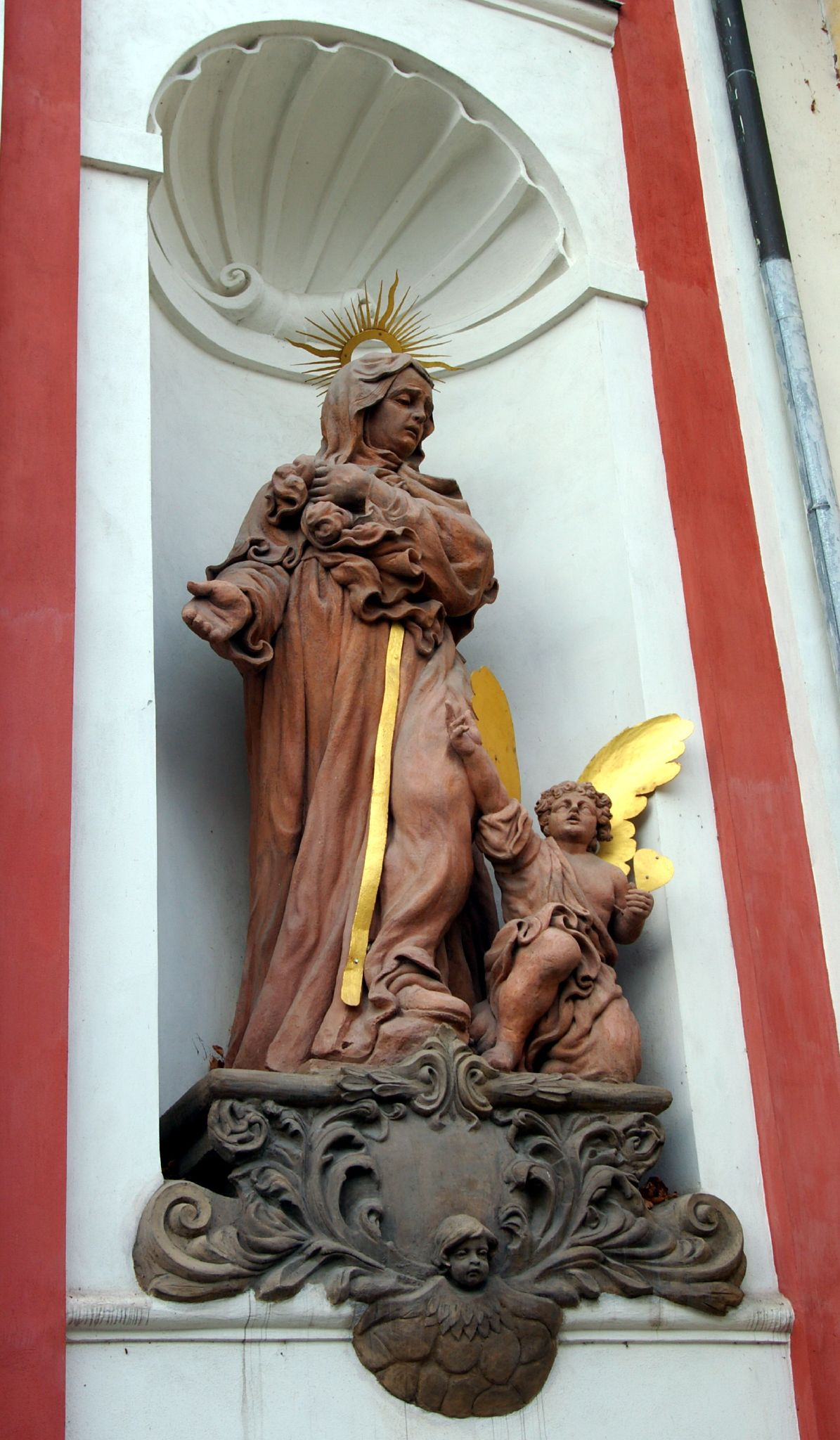
Socha sv. Moniky na průčelí bývalého augustiniánského kostela Narození Panny Marie v Táboře (okolo 1700)

Svatá Monika (Monika z Tagasty, 332 Thagaste, dnes Souk-Ahras v Alžírsku – 387 Ostia Antica) je křesťanská světice a matka sv. Augustina, který rozsáhle popsal její počestnost a život s ní ve svých Confessiones. Její svátek se slaví v římskokatolické církvi 27. srpna, v některých jiných pak také 4. května.

## Život
Monika byla berberského původu. Narodila se v římské Africe. Její rodiče jí vychovali v duchu křesťanství, jako mladá dívka byla provdána za staršího pohanského úředníka Patricia. Podle Augustina to byl vlídný muž, ovšem občas se záchvaty vzteku, taktéž byl Monice nevěrný. Augustin píše, že navzdory rozmachu domácího násilí v tehdejší době nebyla Monika od svého manžela nikdy bita, protože byla vůči němu poslušná. Zpočátku nevycházela dobře se svou tchyní, ale poté si ji získala svou zdvořilostí, trpělivostí a jemností.
Monika se každý den cvičila v trpělivosti. Radila ostatním ženám, které jejich manželé bili, aby raději držely jazyk za zuby, než jim pyšně čelily. Monika nakonec Patricia i jeho matku obrátila na křesťanství a zmírnila jeho násilnou povahu.
Porodila mu tři děti: Augustina, Navigia a Perpetuu. Augustin jí dělal radost svým úspěchem jako učenec a učitel, ale zahanboval ji svou prostopášností. Stal se manicheicem a po deset let žil se svou milenkou. Monika jej poslala za biskupem, aby ho usvědčil z jeho chyb, ale ten nebyl schopen Augustina přesvědčit, a tak Monice pouze doporučil, aby se dále modlila. Řekl jí, že není možné, aby „mohl zahynout syn tolika slz“. Monika se za Augustinovo obrácení modlila téměř 17 let.
Rok po svém křtu v roce 370 zemřel Moničin manžel Patricius a ona se připojila k Augustinovi v Itálii. Tam se jí o nějaký čas později dostalo radosti vidět svého syna v jeho 33 letech, jak se nechává pokřtít od biskupa Ambrože. Ne o mnoho později ve svých 56 letech zemřela v přístavu Ostia, kde se s Augustinem připravovala na návrat do Afriky. Řekla mu: „Ve skutečnosti byla jen jediná věc, pro kterou jsem si přála ještě chvíli setrvat v tomto životě, a to abych tě viděla jako katolického křesťana předtím, než zemřu. Můj Bůh na to odpověděl více než jasně, takže tě teď vidím, jak jsi jeho služebníkem a zavrhuješ všechna dřívější uspokojení. Co více bych zde mohla ještě dělat?“ Před její smrtí se jí ptali, kde chce být pohřbena. Odpověděla: „Pochovejte si mě kam chcete, ale nezapomínejte na mne u oltáře Páně.“

## Úcta
Původně byla pohřbena v Ostii, ale roku 1430 byly její ostatky převezeny do Říma a uloženy v kostele Sant'Agostino.
Moničina památka byla do římského kalendáře vložena okolo roku 1550 a určena na 4. květen – den, kdy si ji připomínal sv. Augustin. Od 5. května se pak slavilo obrácení svatého Augustina. Přesný den její smrti je neznámý. Při revizi kalendáře v roce 1969 byl její svátek přesunut jako památka na 27. srpen, den před připomínkou sv. Augustina. Ostatní církve slaví její svátek buď 4. května nebo také 27. srpna.
Město v Kalifornii Santa Monica bylo pojmenováno po ní, neboť misionáři na místo dorazili poprvé právě v den jejího svátku.

### Zobrazení
Bývá zobrazována s vdovským závojem, knihou, křížem, někdy anachronicky s růžencem v ruce, někdy také v augustiniánském hábitu – na počest sv. Augustina. Často je zobrazena rozmlouvající se svým synem Augustinem.
I když nebyla umučena, občas bývá zobrazena s palmou – znakem mučedníků. Má se tím naznačit její utrpení, které prožívala nad svým synem.